# Joël Perrault
Joël Perrault (Montréal, 6 aprile 1983) è un ex hockeista su ghiaccio canadese, giocava nel ruolo di attaccante. Vanta 96 presenze in National Hockey League.

## Carriera
Joël Perrault fu selezionato dai Mighty Ducks of Anaheim al quinto turno come 137ª scelta assoluta nel 2001. Nel suo ultimo anno da juniores Perrault conquistò con la maglia dei Baie-Comeau Drakkar il titolo di capocannoniere della Quebec Major Junior Hockey League.
Con il passaggio al mondo professionistico il giocatore trascorse il periodo fra il 2003 ed il 2005 in American Hockey League con la maglia dei Cincinnati Mighty Ducks, successivamente invece giocò per i Portland Pirates, prima di essere ceduto a Phoenix in cambio di Sean O'Donnell il 9 marzo 2006. All'inizio della stagione 2006-07, il 31 ottobre, i St. Louis Blues ingaggiarono per un breve periodo lo svincolato Perrault, prima del suo ritorno con i Phoenix Coyotes avvenuto il 19 dicembre 2006. Joel trascorse parte della stagione con le formazioni affiliate in AHL dei San Antonio Rampage e dei Peoria Rivermen. Nella stagione 2007-08 Joël si divise fra gli impegni in NHL con quelli in AHL, collezionando 17 punti in 49 partite con i Coyotes. Nelle due stagioni successive Perrault rimase nell'organizzazione di Phoenix senza riuscire mai tuttavia a guadagnare il ruolo di titolare in National Hockey League, limitandosi a contribuire all'attacco di San Antonio.
L'11 maggio 2010 Perrault firmò un contratto con l'EV Zug, squadra della Lega Nazionale A. Essendo prevista nel contratto un'opzione per il ritorno in Nordamerica, Perrault scelse di lasciare l'EV Zug per firmare un contratto di un anno con i Vancouver Canucks. Perrault iniziò la stagione 2010–11 in American Hockey League, giocando 15 partite con la squadra affiliata ai Canucks, i Manitoba Moose, prima di essere richiamato in NHL per giocare con la maglia di Vancouver l'incontro del 20 novembre perso 7-1 contro i Chicago Blackhawks. Il 28 febbraio 2011 Perrault fu ceduto agli Anaheim Ducks insieme ad una scelta al terzo giro del Draft 2012 in cambio di Maxim Lapièrre e MacGregor Sharp.
Il 5 maggio 2011 Perrault fece ritorno in Svizzera, dove firmo un contratto con i SCL Tigers, tuttavia il 18 novembre fu ceduto all'HC Ambrì-Piotta con un contratto valido fino al termine della stagione con un'opzione per la stagione successiva. Nel suo primo incontro con la maglia dei ticinesi, disputato contro l'EV Zug, Perrault fu autore di due reti e di un assist. Nell'estate del 2012 si trasferì nella SM-liiga finlandese con la maglia dell'HIFK. Nel 2013 si trasferì nella DEL con i Krefeld Pinguine, mentre tre anni più tardi concluse la propria carriera in Francia con i Dragons de Rouen.

## Palmarès

### Club
- Campionato francese: 1

Rouen: 2015-2016
- IIHF Continental Cup: 1

Rouen: 2015-2016

### Individuale
- CHL First All-Star Team: 1

2002-2003
- QMJHL Jean Béliveau Trophy: 1

2002-2003 (116 punti)
- QMJHL Michel Brière Memorial Trophy: 1

2002-2003
- AHL All-Star Classic: 1

2008